# جریان داده همزمان
جریان داده همزمان (SDF) محدودیتی در شبکه‌های فرایند کان است که در آن تعداد نشانه‌های خوانده شده و نوشته شده توسط هر فرایند از قبل مشخص می‌شود. در برخی از موارد، می‌توان فرایندها را به گونه ای برنامه‌ریزی کرد تا کانال‌های FIFO را محدود کنند.

## محدودیت‌ها
جریان داده همزمان نمی‌تواند فرآیندهای ناهمزمان را در نظر بگیرد زیرا نرخ خواندن/نوشتن توکن آن‌ها متفاوت خواهد شد. عملاً می‌توان شبکه را تقسیم به زیرشبکه‌های همگامی کرد که با پیوندهای ناهمزمان به یکدیگر متصل شده‌اند. یا یک ناظر زمان اجرا می‌تواند انصاف و سایر ویژگی‌های مورد نظر را اعمال کند.

## برنامه‌های کاربردی
SDFها برای مدل‌سازی کردن روتین‌های پردازش سیگنال دیجیتال (DSP) مفید است. در اصل مدل‌ها را می‌توان برای مورد هدف قرار دادن سخت‌افزار موازی مانند مدار مجتمع دیجیتال برنامه‌پذیر، پردازنده‌هایی که دارای مجموعه دستورالعمل‌های DSP هستند مانند Hexagon Qualcomm و سایر سیستم‌ها کامپایل کرد.